# John Anderson (football, 1959)
Pour les articles homonymes, voir John Anderson.
John Anderson est un footballeur irlandais né le 7 novembre 1959 à Dublin. Il évoluait au poste de défenseur.

## Biographie

### En club
Il joue pendant 10 ans pour Newcastle United de 1982 à 1992.

### En équipe nationale
International irlandais, il reçoit 16 sélections en équipe d'Irlande entre 1979 et 1988. 
Il joue son premier match en équipe nationale le 26 septembre 1979 contre la Tchécoslovaquie et son dernier le 19 octobre 1988 contre la Tunisie. Le 29 octobre 1979, il inscrit un but lors d'un match amical face aux États-Unis. C'est son seul but en équipe nationale.
Il fait partie du groupe irlandais lors de l'Euro 1988, sans toutefois disputer de match lors de cette compétition.

## Carrière
- 1976-1979 :  West Bromwich Albion
- 1979-1982 :  Preston North End
- 1982-1992 :  Newcastle United

## Sources
- (en) Stephen McGarrigle, The Complete who's who of Irish international football : 1945-1996, Edimbourg, Mainstream Publishing, octobre 1996, 237 p. (ISBN 1-85158-894-9), p. 18-19